# Kněžice, Jihlava
Kněžice là một làng thuộc huyện Jihlava, vùng Vysočina, Cộng hòa Séc.